# Kiwa (Unternehmen)
Kiwa N.V. ist ein Institut für Prüfung, Inspektion und Zertifizierung (TIC) mit Hauptsitz in Rijswijk, Niederlande.

## Hintergrund
Das 1948 als KeuringsInstituut voor Waterleiding Artikelen (deutsch Inspektionsinstitut für Wasserversorgungs Artikel,
kurz: KIWA) gegründete Unternehmen beteiligt sich an der Sicherheitsanalyse vieler neuer europäischer und internationaler Technologien sowie an der Ausarbeitung von Sicherheitsnormen für zahlreiche Geräte und Komponenten und ist seither in über 35 Ländern weltweit aktiv; das Unternehmen bietet sicherheitsrelevante Zertifizierungs-, Test-, Inspektions-, Audit-, Beratungs- und Schulungsdienstleistungen für eine breite Palette von Kunden, darunter Hersteller, Entscheidungsträger, Regulierungsbehörden, Dienstleistungsunternehmen und Verbraucher. Es ist Teil des niederländischen Mischkonzerns SHV Holdings.

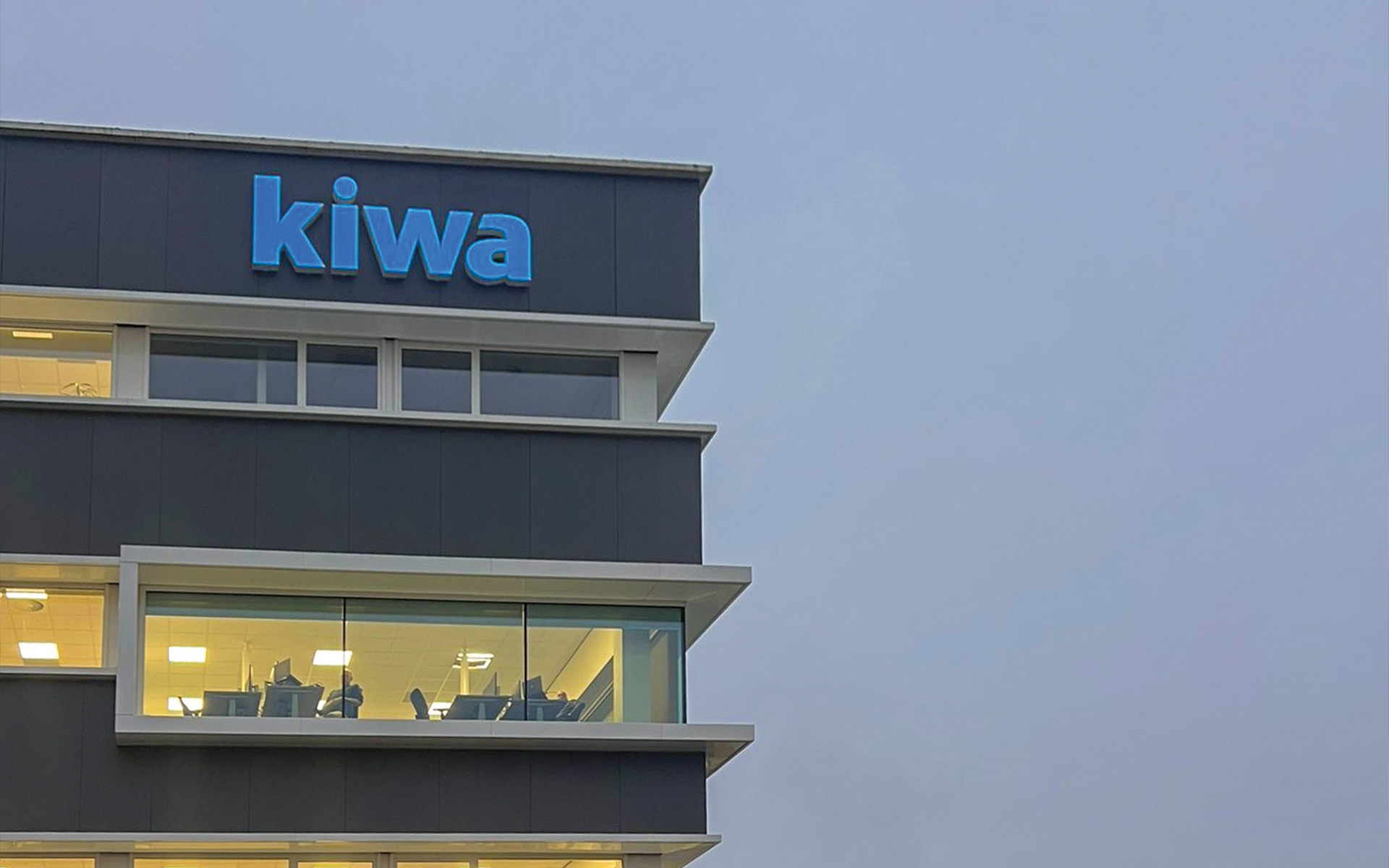

In Deutschland ist die Kiwa Deutschland GmbH mit Sitz in Hamburg an mehr als 15 Standorten aktiv.
Die Kiwa Deutschland GmbH betreibt in Deutschland mehrere DAkkS akkreditierte Labore.